# بروقين (سلفيت)
برُْوقيِن بلدة فلسطينية زراعية تتبع محافظة سلفيت شمال الضفة الغربية. بلغ عدد سكانها حسب الجهاز المركزي للإحصاء الفلسطيني حوالي 4,047 نسمة حسب التعداد العام للسكان الذي أجري عام 2017. وهي من البلدات التي وقعت تحت الاحتلال الإسرائيلي جراء حرب 1967.

## التسمية
يقال أن اسم البلدة مشتق من مقطعين، الأول «برو» ويعني القمح، أما الثاني «قين» يعني مكان استراحة الجمال. ولعل هذا دليل على أن البلدة كانت طريق للقوافل التجارية نظراً لموقعها المتوسط بين نابلس ورام الله، ويتمثل ذلك بوجود آثار رومانية قديمة.[بحاجة لمصدر]

## التاريخ الحديث والمعاصر
عُثر على آثار تعود للفترات البيزنطية، الأموية، الصليبية/الأيوبية والمملوكية في البلدة.

### العهد العثماني
تبعت بروقين إلى الإمبراطورية العثمانية في عام 1517 مع كل فلسطين، وكانت تتبع ولاية شرق بيروت. في عام 1596 ظهر لأول مرة اسم بروقين في سجلات الضرائب العثمانية، حيث دفعوا معدل ثابت للضريبة بنسبة 33,3٪ على المنتجات الزراعية المختلفة، مثل القمح، والشعير، والمحاصيل الصيفية، والزيتون، والماعز، وخلايا النحل. في عام 1838 لاحظ الباحث الأمريكي إدوارد روبنسون أن القرية تقع في منطقة جورة مردة جنوب نابلس.
عام 1870، قدر عالم الآثار الفرنسي فيكتور جويرين أن بروقين بها 300 نسمة، ووجد فيها عدداً كبيراً من الحجارة المقطوعة في جدران المنازل الحديثة، ووجد أيضاً فيها قبراً قديماً. عام 1882، أجرى صندوق استكشاف فلسطين الغربية مسحاً للبلدة ووصفها بأنها «قرية متوسطة الحجم مع منحدر حاد إلى الوادي تحتها، حيث يوجد فيه ينابيع، وكهوف إلى الجنوب، وأشجار زيتون في الشمال».

### الانتداب البريطاني
في عام 1917، سقطت بروقين بيد الجيش البريطاني، ودخلت القرية مع باقي فلسطين مظلة الانتداب البريطاني على فلسطين عام 1920، وأصبحت بروقين تتبع لناحية الجماعينيات ضمن قضاء نابلس في تلك الفترة حتى وقوع النكبة.
أجرت سلطات الانتداب البريطاني تعدادا عاما للسكان عام 1922، وقد بلغ عدد السكان حوالي 367 نسمة. ثم تزايد العدد حتى وصل إلى 534 نسمة في تعداد عام 1931. أما في تعداد عام 1945، فبلغ عدد سكان بروقين حوالي 690 نسمة جميعهم مسلمون.

### الحكم الأردني
في أوائل خمسينيات القرن العشرين أتبعت بروقين للحكم الأردني بين حربي 1948 و1967، وكان عدد سكانها آنذاك حوالي 1,141 نسمة عام 1961، وكانت تتبع إدارياً إلى قضاء نابلس.

### النكسة
سقطت بروقين في يد الاحتلال بعد حرب النكسة. وبدأت معاناة أهالي البلدة من مخلفات المستوطنات الصناعية السامة، وقد سبب مشاكل صحية مزمنة لهم.

### السلطة الفلسطينية
بعد تأسيس السلطة الفلسطينية، قسمت أراضي البلدة إلى ثلاث أقسام: الأول شكل حوالي 8.4% وعرف باسم المنطقة «أ»، بينما القسم الثاني والذي شكل قرابة 35.8% من مساحة البلدة عرف باسم المنطقة «ب»، أما القسم الآخر فقد شكل النسبة المتبقية وعرف باسم المنطقة «ج». أتبعت البلدة إدارياً لمحافظة سلفيت، وأصبحت بلدية.

## الجغرافيا
تقع بلدة بروقين في الجزء الشمالي الغربي من الضفة الغربية، إلى الغرب من مدينة سلفيت بمسافة لا تزيد عن 9 كم.

### المساحة
تبلغ المساحة الإجمالية لبلدة بروقين حوالي 12,568 دونمًا، منها 1,336 مساحة عمرانية، وأكثر من 8,000 دونم صادرها الاحتلال لأسباب مختلفة، والمساحة المتبقية هي أراض زراعية ومراعي.

### الحدود
يحيط بها من الشرق مدينة سلفيت وقرية فرخة، ومن الشمال قريتي حارس وسرطة، ومن الغرب بلدة كفر الديك، أما من الجنوب فيحدها بلدات قراوة بني زيد، كفر عين ودير غسانة.

### المداخل
نشأت البلدة فوق رقعة جبلة ذات مناظر طبيعية جميلة بين جبال نابلس، حيث تقع البلدة على تلة في الوسط الفلسطيني، وترتبط مع المنطقة المحيطة بها من خلال عدة مداخل رئيسية وهي:
- المدخل الشمالي: يعد المدخل الرئيسي للبلدة، أغلقته قوات الاحتلال لأسبابها الأمنية.
- المدخل الغربي: يؤدي إلى بلدتي دير بلوط وكفر الديك.
- المدخل الجنوبي: يؤدي إلى مدينة رام الله، مروراً بقرى شمال رام الله. تستخدمه المنطقة المحيطة خلال الإغلاقات.
- المدخل الشرقي: يؤدي إلى مدينة سلفيت.

## السكان
دخلت فلسطين وفود كبيرة عبر العصور من تجار وغيرهم؛ وذلك لموقعها الهام كنقطة وصل بين القارات، ومركز للحضارات والأديان. يبلغ عدد سكان بروقين حاليا حوالي 4,047 نسمة جميعهم من المسلمين، وذلك حسب التعداد العام للسكان 2017 الذي أجراه الجهاز المركزي للإحصاء الفلسطيني.
| السنة      | (1870) | (1922) | (1931) | (1945) | (1961) | (تعداد 1997) | (تعداد 2007) | (تقدير 2012) | (تعداد2017) |
| ---------- | ------ | ------ | ------ | ------ | ------ | ------------ | ------------ | ------------ | ----------- |
| عدد السكان | 300    | 367    | 534    | 690    | 1,141  | 2,658        | 3,201        | 3,592        | 4,047       |

### عائلات بروقين
ينتمي سكان القرية إلى عدة عائلات هي: سمارة، بركات، الشعيبي، عبد الله، عبد الرحمن، عامر، صبرة، الشيخ عمر، سبيتان، الخطيب، خاطر، الحج، بكر، حمد. بالإضافة لعائلات اللاجئين الفلسطينيين عام 1948.

## مؤسسات بروقين
يدير القرية مجلس بلدي يأتي أعضائه بالانتخاب كل أربع سنوات. وفيها أربع مدارس حكومية، وعيادة صحية حكومية وأخرى خاصة، وعدة مساجد، وجمعيات نسائية وخيرية، وناد رياضي.

### المقامات الدينية

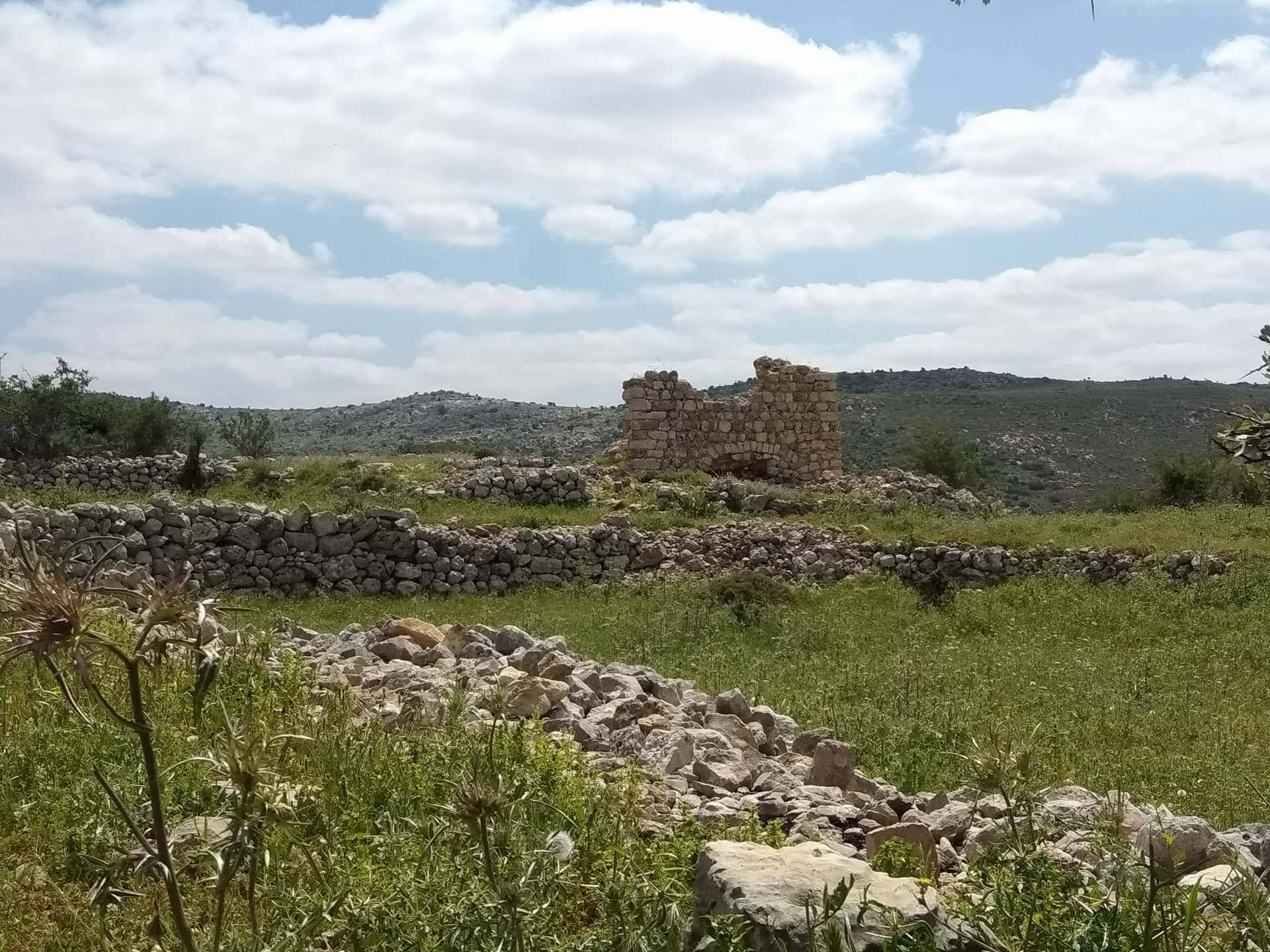
خربة جلال الدين - 2018

## معرض صور

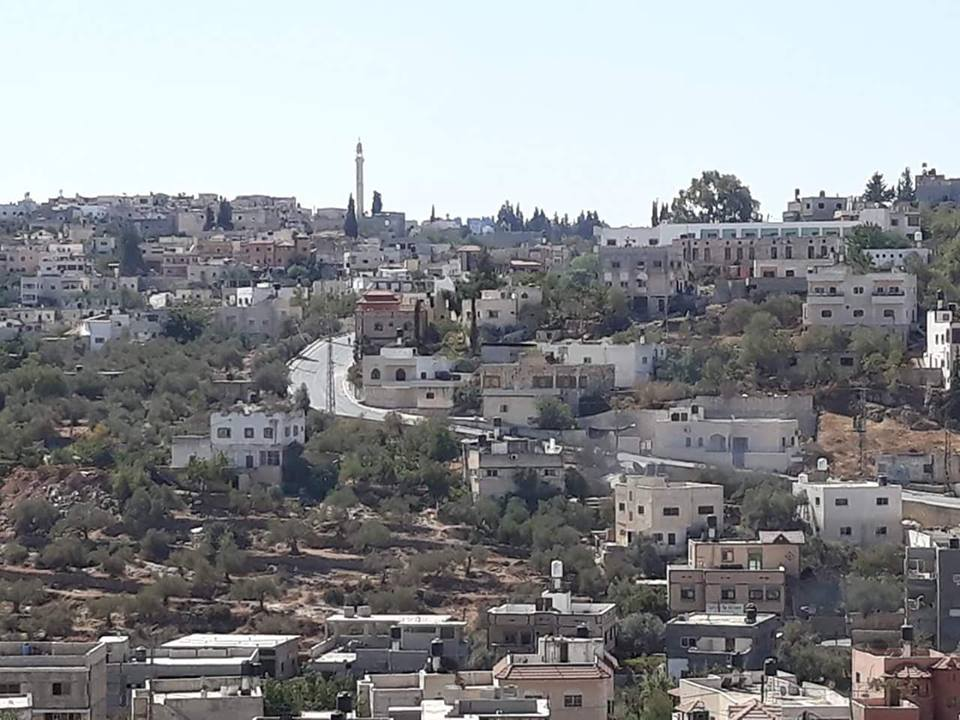
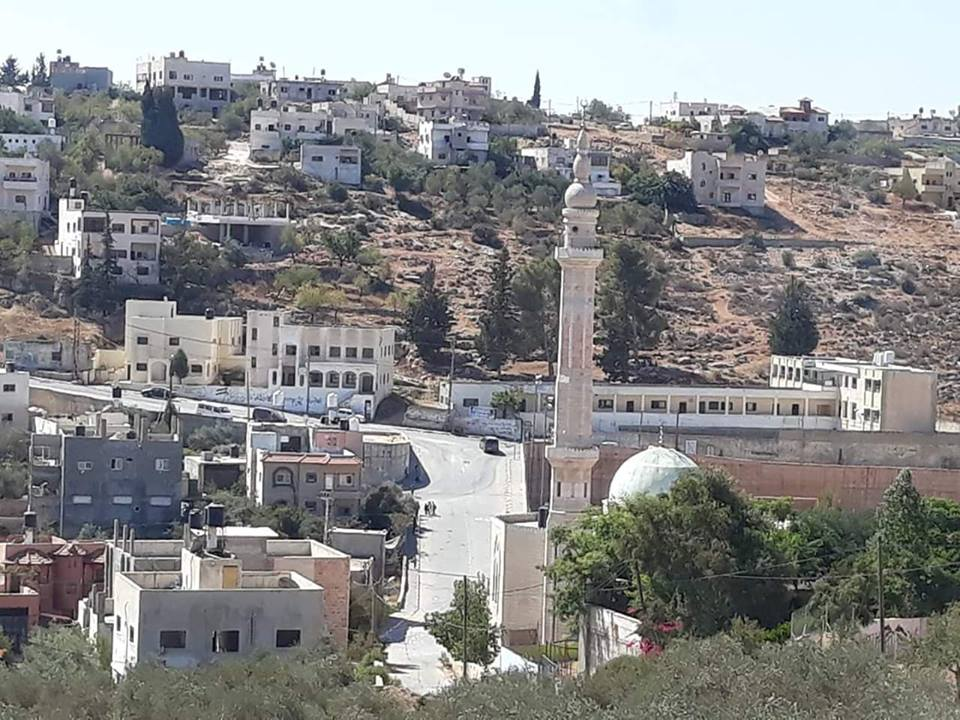